# 土肥直美
土肥 直美（どい なおみ、1945年 - ）は、日本の形質人類学者。

## 経歴・人物
熊本県出身。1963年福岡県立修猷館高等学校を経て、1967年九州大学理学部生物学科を卒業。
1967年九州大学医学部解剖学第二講座助手となり、1993年琉球大学医学部解剖学第一講座助教授に転じ、2007年より2010年まで同准教授。2010年より2016年まで同非常勤講師。
風葬人骨の調査を皮切りに沖縄で出土する人骨の調査と形質分析を数多く行う。2010年から開始された沖縄県立埋蔵文化財センターによる石垣島白保竿根田原洞穴遺跡の調査に参加し、旧石器時代人骨の発掘と分析に携わる。2018年には、土肥が代表となり進められた研究により、発掘された後期旧石器時代（2万7000年前）の人骨の頭蓋のデジタル復元および顔貌の復元（復顔）に成功している。

## 著書
- 『沖縄骨語り―人類学が迫る沖縄人のルーツ』（琉球新報社、2018年）

### 共著
- 『人間史をたどる―自然人類学入門―』（片山一道他共著、朝倉書店、1996年）
- 『沖縄人はどこから来たか―「琉球=沖縄人」の起源と成立』（安里進共著、ボーダーインク、1999年）